# Kacper Oleszczuk
Kacper Oleszczuk (né le 15 mai 1994 à Pasłęk) est un athlète polonais, spécialiste du lancer de javelot.

## Biographie
Il bat son record personnel en 82,29 m, pour remporter la médaille d'or des Championnats d'Europe espoirs de 2015 à Tallinn.

### Palmarès
| Date | Compétition                   | Lieu      | Résultat | Performance |
| ---- | ----------------------------- | --------- | -------- | ----------- |
| 2013 | Championnats d'Europe juniors | Rieti     | 4e       | 73,24 m     |
| 2015 | Championnats d'Europe espoirs | Tallinn   | 1er      | 82,29 m     |
| 2016 | Championnats d'Europe         | Amsterdam | 8e       | 79,34 m     |

### Records
| Épreuve           | Performance | Lieu    | Date            |
| ----------------- | ----------- | ------- | --------------- |
| Lancer du javelot | 82,29 m     | Tallinn | 12 juillet 2015 |